# Carlton SC
Carlton SC var en fotbollsklubb från Melbourne i Australien. Klubben spelade tidigare i den numera nerlagda nationella australiska proffsligan National Soccer League (NSL) mellan 1997 och 2000. I början av säsongen 2000/2001 lades klubben ner på grund av dålig ekonomi och dåliga publiksiffror.